# 新宿ホワイトハウス

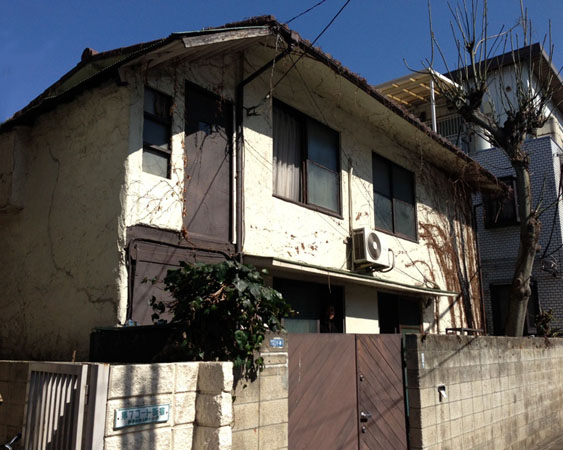
新宿ホワイトハウス　2013年2月撮影

新宿ホワイトハウスは、1957年（昭和32年）、磯崎新の設計で新宿区百人町に建てられた吉村益信の住居兼アトリエ。白いモルタル塗りから「ホワイトハウス」と呼ばれ、1960年（昭和35年）、ネオ・ダダの活動拠点となった。日本を代表する世界的建築家、磯崎新の処女作である。

## 沿革
1957年、吉村益信は親の遺産を元に新宿区百人町に土地を購入。高校の先輩、磯崎新に住居兼アトリエの設計を依頼。磯崎の設計図に基づいて、吉村は自力で建築した。白いモルタル塗りから「ホワイトハウス」と呼ばれ、若い芸術家たちの溜り場となった。
1960年3月、赤瀬川原平、篠原有司男らとともに、ネオ・ダダイズム・オルガナイザーズをホワイトハウスで結成。
同年4月、第1回ネオ・ダダイズム・オルガナイザー展（銀座画廊）
同年7月、第2回ネオ・ダダ展をホワイトハウスにて開催。ポスターには「革命芸術家のホワイトハウス」と銘打った。
同年9月、第3回ネオ・ダダ展開催（日比谷画廊）
1961年、吉村の結婚によりネオ・ダダは「蒸発」。
1962年、吉村はホワイトハウスを売却、渡米した。
その後、画家の宮田晨哉が居住。なお、現在は宮田佳が所有している。
2011年3月15日、吉村益信が死去。
2013年4月、カフェとなっている。
2021年2月、Chim↑Pomがアトリエとして使っている。